# Basilio Nieto
Basilio Nieto Barranco, né le 8 août 1916 à Valence (Espagne) et mort le 7 novembre 2007 à Arenys de Mar (Catalogne, Espagne), est un footballeur international espagnol qui jouait au poste d'attaquant.

## Biographie

### Clubs
Basilio Nieto commence sa carrière en 1938 en jouant avec le Valence CF. En 1939, il part jouer avec l'Olímpic de Xàtiva. 
En 1940, il est recruté par le CD Castellón où il joue jusqu'en 1944. Il part ensuite jouer une saison au FC Barcelone. En 1945, il retourne au CD Castellón jusqu'en 1947, puis il est recruté par l'Espanyol de Barcelone. 
Il joue encore une saison au CD Sabadell puis une avec le RB Linense avant de mettre un terme à sa carrière de joueur en 1950.

### Équipe nationale
Basilio Nieto débute en équipe d'Espagne en 1941. Il joue aussi avec l'équipe de Catalogne en 1942.